# Concert per a dos pianos (Poulenc)
El Concert per a dos pianos i orquestra en re menor, FP 61, de Francis Poulenc és una obra escrita l'any 1932, encarregada per la princesa Edmond de Polignac i dedicada a ella mateixa. Winnareta Singer, coneguda com la princesa Edmond de Polignac, fou una important mecenes francesa de la primera meitat del segle xx pel saló de la qual passaren moltes personalitats del món del art i sobre les quals tingué sovint una important influencia. El concert sovint és descrit com el clímax del període primerenc de Poulenc.

## Gestació
En el seu procés creatiu Poulenc interpretà concerts de Mozart, Liszt, Ravel. Especialment d'aquest últim s'estrenaren el Concert per a piano en sol el gener de 1932 i el Concert per la mà esquerra l'any següent. També el descobriment del gamelan en l'Exposició Colonial de 1931 l'influí en la concepció de l'obra. Segons Benjamin Irvy: «tot i que el primer moviment és, formalment parlant, dividit en introducció, desenvolupament i coda, les digressions i sorpreses gairebé amaguen l'estructura clàssica. Poulenc transporta l'oient a una pel·lícula muda en què se’ns suscita una tempesta simfònica mentre els dos pianistes valentament continuen tocant.» El compositor americà Elliott Carter digué del concert: «un pastitx de música des de Scarlatti, Mozart, Schumann, Chabrier fins a Stravinski i les cançons populars. […] a causa del seu gran ímpetu, amb les remarcable sensibilitat a l'harmonia i a les sonoritats orquestrals de Poulenc, acaba captivant fins i tot l'oient més dur».

## Estrena
El concert fou estrenat a Venècia el 5 de setembre de 1932 pel mateix Francis Poulenc i Jacques Février, pianista i pedagog amic del compositor, i amb l'orquestra de La Scala, llavors dirigida per Arturo Toscanini, però en aquella ocasió dirigida per Désiré Défauw. S'emmarcà en el Festival de la Societat Internacional de Música Contemporània. El 1945 Poulenc l'interpretà amb Benjamin Britten.

## Estil i forma

### 1r moviment
Allegro ma non troppo. Presenta una estructura ternària ABA d'introducció, desenvolupament i coda. El final d'aquest moviment està inspirat en el gamelan balinès que Poulenc veié a l'Exposició Colonial així com algun element del seu estudi anterior amb la música africana.

### 2n moviment
Larghetto. Presenta un inici similar a l'inici al concert per a piano en re menor de Mozart.

### 3r moviment
Allegro molto. Contraposat a l'anterior sembla influït per Gershwin.

## Cites de referència
«Concerto pour deux pianos sur une commande de la princesse Edmond de Polignac. On y retrouve des thématiques inspirées de Ravel, Mozart (son concerto K 537 assurément), et du jazz. La création eu lieu le 5 septembre à Venise, avec Francis Poulenc et Jacques Février en solistes accompagnés par l'orchestre de la Scala de Milan.»
Association des Amis Francis Poulenc. Francis Poulenc-Site Officiel-Asociacition.

«Poulenc’s generally light style is marked by a range of traits: simple, tuneful melodic ideas of narrow range and short duration; lively rhythmic content often using ostinatos and a fluidity of changing meters; clear, transparent textures with little contrapuntal writing; an essentially diatonic tonal language spiced by some dissonance; and clear forms, occasionally involving cyclical recall of thematic material.»
Roeder, Michael Thomas
«The opening has a sonata-form exposition and recapitulation along with bits of once-popular chansons (like croutons in salad) that complement the composer's own jaunty first and second subjects. The slow, sighing central section replaces a development group before Poulenc returns to the boulevards and boites.
The Larghetto pays homage to Mozart throughout... at one point Piano I leads in effect a musette, as if on a toy piano. The middle section becomes more impassioned, building to a sonorous climax before calm is restored.
Returning to the mood of the first movement, the finale begins with percussive flourishes before it takes off like an Alfa-Romeo in a Grand prix through the avenues and allées of day-and-night Paris, past marching bands and music halls. There is, however, an interlude lyrique et romantique when the Alfa stops for a bedroom tryst, where perfume and perspiration mix with the smoke from Gauloises, after which the race resumes, even more racily.»

Woodstra, Brennan i Schrott

## Discografia seleccionada
- Concerto for Two Pianos. Francis Poulenc and Jacques Février (pianos) Orchestre de la Societé des Concerts du Conservatoire dirigits per Georges Prêtre. EMI
- Poulenc: Concerto For 2 Pianos, Etc / K & L Labèque, Ozawa. Katia i Marielle Labèque amb Seiji Ozawa. Philips